# Вальтер фон Ягов
Вальтер фон Ягов (нім. Walther von Jagow; 19 серпня 1867, Перлеберг — 27 березня 1928, Потсдам) — німецький воєначальник, генерал кінноти.

## Біографія
Представник альтмаркського дворянського роду. 18 березня 1887 року вступив в гусарський полк «Фон Цітен» (Бранденбурзький) № 3. З 12 червня 1901 року — командир ескадрону. З 25 липня 1904 по 17 жовтня 1909 року — інструктором в ганноверському піхотному Інституті верхової їзди, а потім — ад'ютант 3-ї військової інспекції. З 18 квітня 1913 року служив в штабі драгунського полку «Барон фон Мантойфель» (Рейнський) № 5.
Учасник Першої світової війни, командир 7-го запасного драгунського полку. Спочатку воював на Західному фронті, а у вересні 1915 року був переведений за Східний. Учасник боїв в Сербії, після завершення яких був знову переведений на Західний фронт. З 15 січня 1918 року — командир 16-го запасного піхотного, з 7 вересня 1918 року — 3-го пішого кавалерійського полку.
З 18 грудня 1918 року — командир 3-го гусарського, з 1 травня 1919 року — 11-го кавалерійського, з 1 травня 1920 року — 16-го кінного полку в Касселі. 1 червня 1922 переведений в штаб 2-го військового округу, з лютого 1923 року — керівник піхоти округу. З 1 квітня 1923 року — командир 1-ї кавалерійської дивізії. 30 квітня 1927 року звільнений у відставку.

## Звання
- Фанен-юнкер (18 березня 1887)
- Другий лейтенант (19 вересня 1888)
- Оберлейтенант (27 січня 1897)
- Ротмістр (12 червня 1901)
- Майор (21 квітня 1911)
- Оберстлейтенант (6 червня 1916)
- Оберст (20 вересня 1918)
- Генерал-майор (1 січня 1923)
- Генерал-лейтенант (1 квітня 1925)
- Генерал кінноти (30 квітня 1927)

## Нагороди
- Столітня медаль
- Орден Червоного орла 4-го класу
- Орден Корони (Пруссія) 4-го класу
- Хрест «За вислугу років» (Пруссія)
- Орден Альберта (Саксонія), лицарський хрест 1-го класу
- Орден дому Ліппе, почесний хрест 3-го класу
- Орден Фрідріха (Вюртемберг), лицарський хрест 1-го класу
- Залізний хрест 2-го і 1-го класу
- Орден «За заслуги» (Баварія) 3-го класу з мечами
- Хрест «За військові заслуги» (Брауншвейг) 2-го і 1-го класу
- Хрест «За військові заслуги» (Австро-Угорщина) 3-го класу з військовою відзнакою
- Галліполійська зірка (Османська імперія)
- Королівський орден дому Гогенцоллернів, лицарський хрест з мечами
- Орден Святого Йоанна (Бранденбург), лицар справедливості